# Katholische Pfarrkirche Nickelsdorf

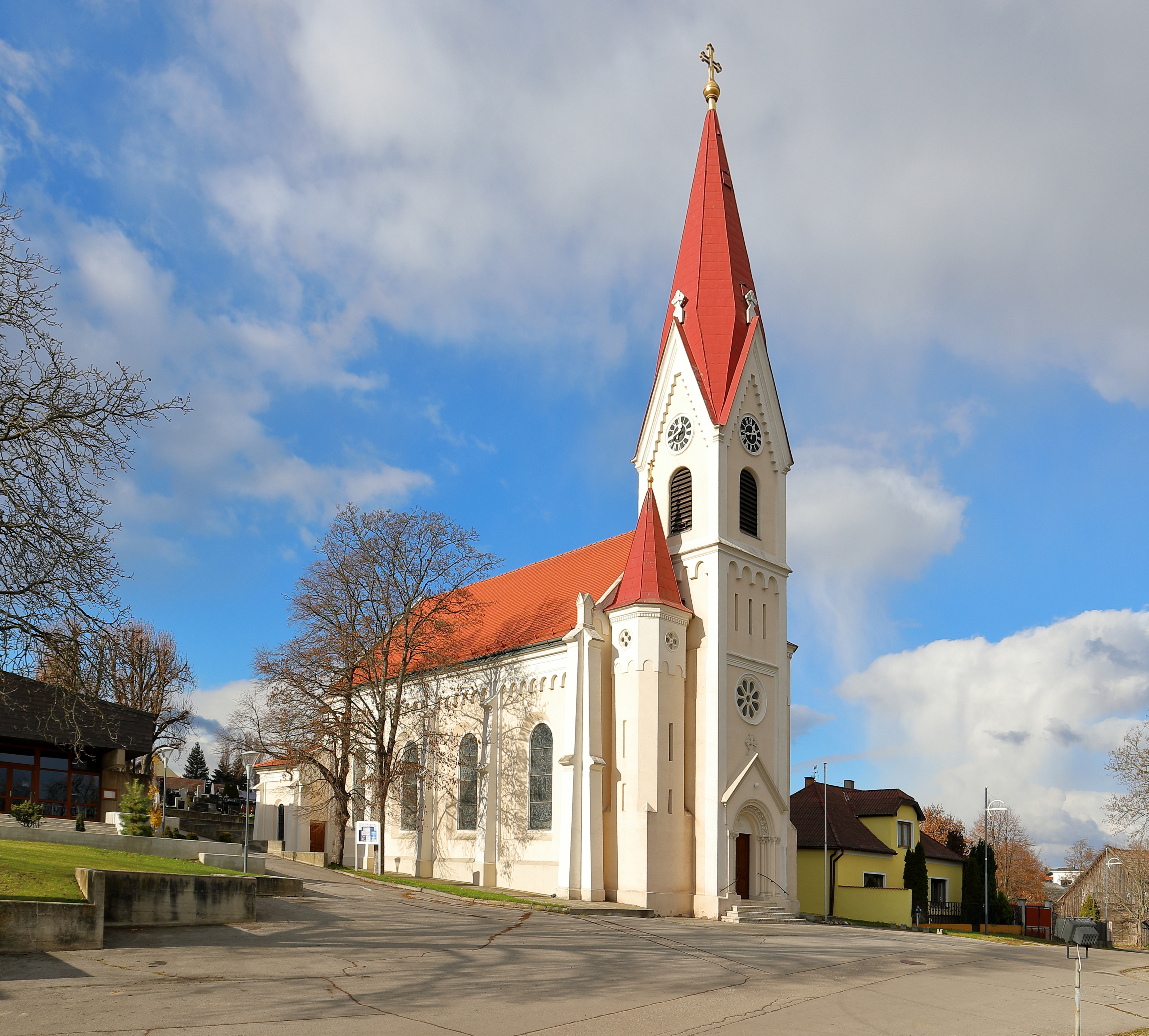
Pfarrkirche Nickelsdorf

Die römisch-katholische Pfarrkirche Nickelsdorf steht oberhalb der Straße in der Gemeinde Nickelsdorf (ungarisch: „Miklóshalma“) im Bezirk Neusiedl am See im Burgenland. Sie ist dem heiligen Nikolaus geweiht und gehört zum Dekanat Neusiedl am See.

## Geschichte
1572 wurde erstmals eine Kirche in Nickelsdorf genannt. Ein Schreiben in den Klosterratsakten bezeichnet diese Kirche 1606 als „origine antiqua“ (lat. ‚von alters her‘). 
Die alte vor 1572 erbaute Kirche stand inmitten des Friedhofs. Laut Berichten der Kirchenvisitation im Jahr 1696 stand auf dem einen Altar eine Statue der Gottesmutter mit dem Jesuskind. Im Turm hing nur eine Glocke. 
Im Jahre 1739 wurde die katholische Pfarre wieder selbständig. Der erste Pfarrer neuen Gemeinde wurde Matthias Kern. Die Mehrheit der Bevölkerung stand ihm wegen Differenzen im Glauben ablehnend gegenüber. Trotz verschiedener Zwangsmaßnahmen zur Bekehrung der Abtrünnigen, gelang ihm ihre Rückführung zur alleinseligmachenden Kirche nicht. Er gab nach drei Jahren auf und verließ die Pfarre. Auch von den Nachfolgern blieben die meisten nicht lange, nur der Pfarrer Michael Lentsch übte dieses Amt 25 Jahre lang aus. Die restlichen Seelsorger im 18. und am Anfang des 19. Jahrhunderts blieben im Schnitt nur zwischen 10 und 13 Jahre in Nickelsdorf, bis sie sich um andere freie Stelle als Pfarrer bewarben oder versetzt wurden.
Leonhard Berger, der Pächter der herrschaftlichen Schäferei stiftete 1762 einen Nebenaltar.
Laut dem Bericht der kanonischen Visitation im Jahr 1778 stand die katholische Kirche am Ende des Dorfes auf einem Hügel, was sie vor Feuer sicherte. Sie wurde als alt und eng beschrieben und konnte nur die Hälfte der Gläubigen fassen: Von rund 450 katholischen Gläubigen hatten etwa 230 Platz. 
Der aus gebrannten Ziegeln errichtete Turm war stark durchfeuchtet und die Uhr musste repariert werden. Das Geläut im Turm bestand aus zwei Glocken. Im Innenraum war der Hauptaltar dem Heiligen Nikolaus geweiht, der von Leonhard Berger gestiftete Seitenaltar der Jungfrau Maria. Die Kanzel war alt und in schlechtem Zustand, ebenso der hölzerne wurmstichige Chor und die Orgel. 
1884 wurde ein Kirchenbaufonds ins Leben gerufen. Die katholischen Grundbesitzer sowie die Erzherzögliche Güterdirektion verzichteten auf Bitten des Pfarrers auf ihre Jagdanteile zugunsten des Kirchenbaufonds. Mit Hilfe dieses Fonds, weiterer Spenden namentlich des Patronatsherrn, der 40.000 Gulden spendete, wurde die neue Kirche in den Jahren 1904 und 1905 errichtet. Die Bauplanung und Bauausführung übernahm der Baumeister Oross Istvan. 
Im Herbst 1904 wurde in der alten Kirche der letzte Gottesdienst gefeiert und anschließend mit dem Abbruch begonnen. Das Material wurde zum Bau der neuen Kirche nördlich der alten Kirche weiterverwendet. 
Am 15. Oktober 1905 wurde die neue Kirche mit einem Festgottesdienst eingeweiht.
Nach dem Neubau der katholischen Kirche wurde auf dem Platz der alten Kirche ein Pfarrgarten gestaltet. Auf diesem wurde in den Jahren 1972–74 die Aufbahrungshalle gebaut.

## Architektur und Ausstattung
Die Kirche ist ein großer Bau mit Ostturm und Treppentürmen. Am Langhaus sind Strebepfeiler. Der eingezogene Chor hat einen 3/8-Schluss. 

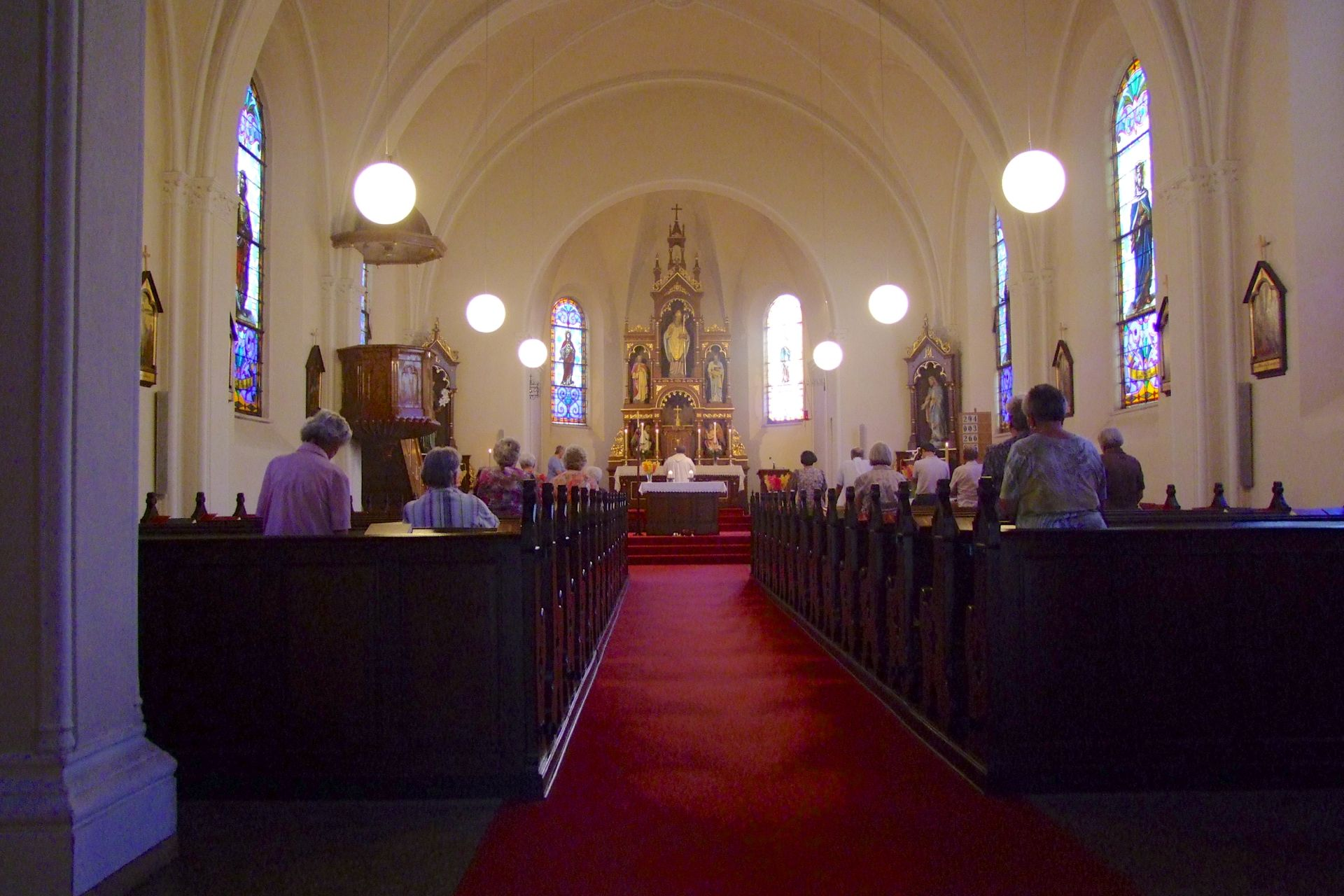
Innenansicht

Der vierjochige Raum ist kreuzrippengewölbt, die Empore dreiachsig mit vorgebauter Brüstung. Die Orgel aus 1913 mit 8 Registern stammt von Kemenesi Sandor.
Die drei neogotischen Schnitzaltäre stammen aus der Bauzeit.